# Bigorno
Bigorno (korziško Bigornu) je naselje in občina v francoskem departmaju Haute-Corse regije - otoka Korzika. Leta 2007 je naselje imelo 79 prebivalcev.

## Geografija
Kraj leži v severnem delu otoka Korzike 36 km jugozahodno od središča Bastie.

## Uprava
Občina Bigorno skupaj s sosednjimi občinami Campile, Campitello, Canavaggia, Crocicchia, Lento, Monte, Olmo, Ortiporio, Penta-Acquatella, Prunelli-di-Casacconi, Scolca in Volpajola sestavlja kanton Alto-di-Casaconi s sedežem v Campitellu. Kanton je sestavni del okrožja Corte.

## Zanimivosti
- župnijska cerkev Marijinega vnebovzetja iz 18. stoletja,
- Ruševine romanskih kapel: Santo Stefano, San Marcello, Sant'Augostino et l'Annunziata
- spomenik mrtvim.

- Cerkev Marijinega vnebovzetja
- Cerkev Marijinega Vnebovzetja
- Spomenik mrtvim